# Енфилд (револвер)
Револвери типа Енфилд (енгл. Enfield revolver), службени револвери британске војске у периоду 1880-1887.

## Историја
Британски колонијални ратови (нарочито Англо-Зулу рат из 1879) показали су у пракси да меци калибра 0,45 инча из тадашњих службених револвера типа Адамс, које су нослили британски официри, подофицири и коњаници, не могу увек да зауставе јуриш снажно грађених противника. Тако је британска влада после 1879. одлучила да усвоји нову, јачу муницију, калибра 0,476 инча, и нови службени револвер за њу. Нови револвер, назван Енфилд Марк I (по државној фабрици оружја у Енфилд Локу, северном предграђу Лондона), конструисао је Американац Овен Џонс, а усвојен је као службено оружје 1880. У борби се показало да су ови револвери сувише компликовани, подложни кваровима и непоуздани, па су већ 1887. замењени револверима Вебли Марк I, иако су се у канадској Коњичкој полицији задржали све до 1905. године.

## Карактеристике
Енфилд Марк I имао је тело из два дела и веома специфичан механизам за избацивање празних чаура. Цев је била повезана са предњим делом рама шарком, а позади закачена куком са опругом непосредно испред ороза. Када би се револвер отворио и цев оборила надоле, добош је остајао на својој фиксираној осовини (која је била део затварача) и могао се лако повући напред дуж ње. Повлачење добоша напред остављало је празне чауре закачене рубовима за звездасти избацивач на затварачу, тако да су се могле лако истрести. Енфилд Марк II усвојен је 1882ː разликовао се само у две битне карактеритикеː имао је сигурносну кочницу са леве стране рама и механизам који је кочио окидач када је реза за пуњење била отворена.